# Distenia agroides
Distenia agroides är en skalbaggsart som beskrevs av Bates 1870. Distenia agroides ingår i släktet Distenia och familjen långhorningar. Inga underarter finns listade i Catalogue of Life.